# Princesa Iwa
La Princesa Iwa (磐之媛命 Iwa no hime no Mikoto?,  fallecida en 347), también conocida como Emperatriz Iwa no hime (磐姫皇后  Iwa no hime Kogo?), era una poetisa y fue la decimosexta Emperatriz Consorte de Japón. Era descendiente del Emperador Kogen.
No se pueden asignar unas fechas exactas ni a la vida ni al reinado del Emperador Nintoku ni al de su primera esposa. Se considera que Nintoku gobernó el país a finales del siglo IV y principios del siglo V, pero hay poca información concreta sobre él. No hay material suficiente para una mayor verificación y estudio.
La poesía de la princesa Iwa, o los poemas que se le atribuyen, se incluyen en el Kojiki, en el Nihonshoki y en el Man'yōshū. Se dice que su tumba se encuentra en la prefectura de Nara.

## Literatura
Los poemas que Iwa no hime intercambió con su esposo se encuentran en el Kojiki y el Nihon Shoki. Nintoku sufrió el resentimiento de Iwa no hime durante un período en el que él detuvo la recaudación de impuestos, lo que significa que incluso las reparaciones ordinarias del palacio también fueron diferidas.
La poesía atribuida a Iwa se recopila en el Man'yoshu, la colección de poesía japonesa más antigua que se cree que fue recopilada por Otomo no Yakamochi. En sus cuatro canciones expresó amor y añoranza por su esposo.

## Descendencia
- Príncipe Ooe no Izahowake, futuro Emperador Richu.
- Príncipe Suminoe no Nakatsu.
- Príncipe Mizuhawake, futuro Emperador Hanzei.
- Príncipe Osatasuma wakugo no Sukune, futuro Emperador Ingyo.